# Selaginella willdenowii
Selaginella willdenowii är en mosslummerväxtart som först beskrevs av Nicaise Auguste Desvaux, och fick sitt nu gällande namn av Bak.. Selaginella willdenowii ingår i släktet mosslumrar, och familjen mosslummerväxter. Inga underarter finns listade i Catalogue of Life.